# الجامع الكبير بقبلي
الجامع الكبير بقبلي هو معلم أثري تونسي مصنف من قبل المعهد الوطني للتراث يقع في ولاية قبلي بالجنوب التونسي، تحديدا في مدينة قبلي القديمة وقد تم تصنيف المعلم في يوم 26 جانفي 2024 